# Benito Carvajales
Benito Carvajales (25 luglio 1913 – ...) è stato un calciatore cubano, di ruolo portiere.

## Carriera
Giocò per tutta la sua carriera con la Juventud Asturiana.
Fu convocato dal ct Tapia come portiere titolare della Nazionale cubana ai Mondiali 1938 dove scese in campo in due occasioni.